# Niederlausitzer Studieninstitut für kommunale Verwaltung

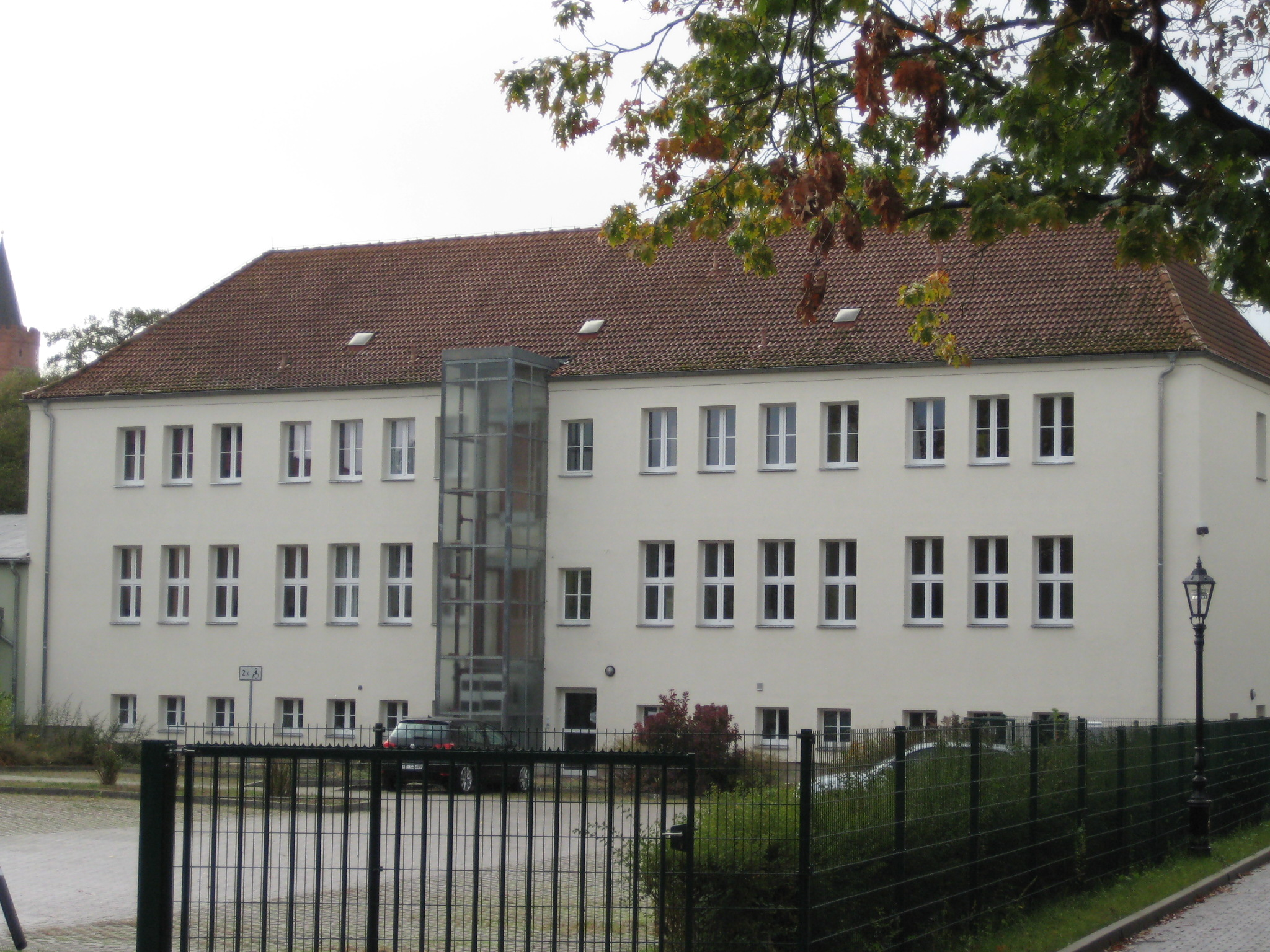
Verwaltungssitz des NLSI auf der Spreeinsel in Beeskow.

Das Niederlausitzer Studieninstitut für kommunale Verwaltung (NLSI) ist ein kommunaler Bildungsträger, der in Form eines Zweckverbandes (Körperschaft des öffentlichen Rechts gem. § 10 Abs. 2 des Gesetzes über kommunale Gemeinschaftsarbeit im Land Brandenburg (GKGBbg)) im Jahre 1991 im Südosten von Brandenburg gegründet wurde. Da von den ursprünglich drei in Brandenburg vorhandenen Studieninstituten zwei im Jahre 2002 in einem neuen Zweckverband aufgingen, handelt es sich beim NLSI damit um das älteste Studieninstitut auf kommunaler Ebene in Brandenburg. Das NLSI ist Mitglied im Bundesverband der Verwaltungsschulen und Studieninstitute.

## Geschichte
Nach der Wende mussten in allen neuen Bundesländern auf kommunaler Ebene zunächst die Verwaltungsstrukturen im Sinne einer kommunalen Selbstverwaltung angepasst werden. Eine wichtige Aufgabe in diesem Zusammenhang war auch, die Aus- und Fortbildung von Verwaltungspersonal sicherzustellen. Im Südosten Brandenburgs wurde daher auf Initiative des damaligen stellvertretenden Landrates des Landkreises Lübben, Walter Kuckertz, das Niederlausitzer Studieninstitut für kommunale Verwaltung gegründet. Die Gründungsversammlung fand am 27. August 1991 um 10:00 Uhr im Haus der Fortbildung in Briesensee statt. Die Gründungsmitglieder waren die damaligen Landkreise Bad Liebenwerda, Calau, Cottbus, Finsterwalde, Forst, Guben, Herzberg, Lübben, Luckau, Senftenberg, Spremberg sowie die Stadt Cottbus. Der erste Lehrgang startete bereits am 21. Oktober 1991. Kurz darauf folgten am 4. November weitere Lehrgänge. Anfang der 1990er Jahre, lag der Schwerpunkt der Aus- und Fortbildungstätigkeit beim NLSI darin, berufliche Seiteneinsteiger mit Hilfe von Anpassungsfortbildungen für die Arbeit in den Kommunalverwaltungen zu qualifizieren. Mehr als 1.000 berufliche Quereinsteiger wurden zwischen 1992 und 1996 in diesem Bereich fortgebildet.
Heute liegt der Schwerpunkt bei der Erstausbildung von Verwaltungsfachangestellten und Kaufleuten für Büromanagement. Jährlich schließen allein 70 bis 80 Absolventen die Ausbildung zum Verwaltungsfachangestellten dort ab. Darüber hinaus liegen Verwaltungsfachwirt- und weitere Speziallehrgänge im Portfolio des NLSI. Zu den bekanntesten Absolventen des NLSI im Land Brandenburg zählt der ehemalige Oberbürgermeister der Stadt Cottbus, Holger Kelch.
Im September 2016 feierte das NLSI im Refektorium in Doberlug-Kirchhain (Landkreis Elbe-Elster) sein 25-jähriges Bestehen.

## Träger, Geschäftsgebiet, Organe
Träger des Institutes sind derzeit die kreisfreien Städte Cottbus und Frankfurt (Oder), die Landkreise Oder-Spree, Dahme-Spreewald, Spree-Neiße, Oberspreewald-Lausitz und Elbe-Elster. Die Gebiete der Trägerkörperschaften bilden damit in ihrer Gesamtheit das Geschäftsgebiet des NLSI, welches mit rund 10.000 Quadratkilometern etwa einem Drittel des Landes Brandenburg entspricht. Die Organe des Instituts sind die Verbandsversammlung, deren Vorsitzender Sven Herzberger (Landrat des Kreises Dahme-Spreewald) ist, und der Verbandsvorsteher Frank Steffen (Landrat des Kreises Oder-Spree).

## Aufgaben
Die Aufgaben gemäß § 3 der Zweckverbandssatzung des NLSI sind:
- die auf die Landkreise und die kreisfreien Städte gemäß landesrechtlicher Bestimmungen übertragenen Aufgaben,
- die fachtheoretische Ausbildung der Anwärter für die Laufbahn des mittleren allgemeinen Verwaltungsdienstes,
- die dienstbegleitende Ausbildung in staatlich anerkannten Ausbildungsberufen des öffentlichen Dienstes nach dem Berufsbildungsgesetz,
- Fortbildung von Arbeitnehmern in Lehrgängen und Fachlehrgängen,
- Weiterbildung in Seminaren, Kompaktseminaren und sonstigen Veranstaltungen sowie
- bildungsrechtliche Beratung und Betreuung der Mitgliedskörperschaften.[10]

## Sitz
Der Sitz befindet sich in der Kreisstadt Beeskow, südöstlich des historischen Stadtkerns auf einer Spreeinsel. Seit März 2010 verfügt das Studieninstitut über ein Bildungszentrum in Lübben, an welchem zwischenzeitlich die überwiegende Zahl der Unterrichts- und Seminarveranstaltungen stattfindet.